# Glabro (vulcano)
Il Glabro è un vulcano sottomarino posto al largo delle coste calabre.

## Caratteristiche
Si tratta di un complesso vulcanico che si sviluppa in direzione est - ovest, parallelamente al vicino complesso vulcanico Palinuro. La sua sommità è intorno ai 100 m sotto il livello del mare.